# Svatsum
Svatsum este o localitate din comuna Gausdal, provincia Oppland, Norvegia, cu o populație de 257 locuitori (2013).